# Telmatoscopus zamboangis
Telmatoscopus zamboangis és una espècie d'insecte dípter pertanyent a la família dels psicòdids.

## Descripció
- Femella: mida gran; color marró pàl·lid; absència de sutura interocular; front amb una franja ampla pilosa que s'estén molt més enllà del marge superior dels ulls; segments dels flagel allargats; ales de 3,25-3,50 mm de llargària i 1,35-1,37 d'amplada, agudes a l'àpex, membranes sense taques, R5 acabant a l'àpex.
- El mascle no ha estat encara descrit.
- És similar a altres dues espècies asiàtiques (Telmatoscopus distinctus de l'Índia i Telmatoscopus quadripenis de Borneo), però se'n diferencia pels trets genitals.[3]

## Distribució geogràfica
Es troba a les illes Filipines: Mindanao.